# Kronologija Domovinskog rata: rujan 1992.

### 1. rujna
- Predsjednik Republike Hrvatske dr. Tuđman na konferenciji za novinare u Zagrebu izjavio da je londonska konferencija - kraj velike Srbije.[1]
- Hrvatska nema želje da postane stalni član Pokreta nesvrstanih, ali postoje razlozi da se uspostave što bolji odnosi sa zemljama članicama, kazao hrvatski predsjednik dr. Tuđman.[1]
- U Dubrovniku počelo suđenje petorici izdajnika i suradnika okupatora koji su dubrovačku općinu htjeli pripojiti tzv. Jugoslaviji.[1]
- Nastavljaju se napadi na Tomislavgrad i Mostar.[1]
- Bivši poljski premijer Tadeusz Mazowiecki srušio alibi glavnog tajnika UN Boutrosa Ghalija za pasivnost plavih kaciga na području bivše Jugoslavije.[1]

### 3. rujna
- Raketom pogođen talijanski zrakoplov koji je u Sarajevo prevozio humanitarnu pomoć, tvrde svjedoci nesreće. Sva četiri člana posade poginula.[1]
- Parlamentarna skupština Zapadnoeuropske unije (WEU) pozvala na potpunu blokadu SR Jugoslavije.[1]
- Europska dvanaestorica pojačali trgovinski embargo protiv Srbije i Crne Gore.[1]
- Njemački tjednik Stern slikom dokazao kako Makedonija i Grčka krše naftni embargo protiv Srbije.[1]

### 4. rujna
- Pobunjeni hrvatski Srbi oružjem otjerali pripadnike UNPROFOR-a s Peručkog jezera, kad su namjeravali ispustiti višak vode koja je zaprijetila srušiti branu, čime bi bila poplavljena mnoga sela u dolini Cetine.[1]
- Ekipa novinara i snimatelja francuske televizije kamerom zabilježila masakr 50 Muslimana u selu Dobošnici, blizu Tuzle.[1]
- Na Summitu nesvrstanih u Džakarti Jugoslavija isključena iz rasprave.[1]
- Francuski predsjednik Mitterand usprotivio se uspostavi blokade zračnog prometa na prostoru bivše Jugoslavije, odnosno BiH, poput one na jugu Iraka.[1]
- Unatoč nesreći talijanskog zrakoplova, slanje humanitarne pomoći u Sarajevo će se nastaviti, zaključeno na konferenciji o bivšoj Jugoslaviji u Ženevi.[1]

### 5. rujna
- Hrvatska se ne može složiti s prijedlogom premijera tzv. SR Jugoslavije Milana Panića da dio vojske SRJ ostane na vrhu Prevlake, rekao u Zagrebu Mavraku Gouldingu, pomoćniku glavnog tajnika UN, hrvatski predsjednik dr. Franjo Tuđman.[1]
- Čile prekinuo diplomatske odnose s tzv. SR Jugoslavijom[1]

### 6. rujna
- Supredsjedatelji Mirovne konferencije, Vance i Owen zahtijevaju da Srbi u BiH predaju UNPROFOR-u teško naoružanje do 12. rujna 1992.[1]
- Stručnjaci talijanskog Ministarstva obrane pronašli dokaze da je zrakoplov koji je prevozio humanitarnu pomoć u Sarajevo pogođen projektilom SAM-7 pod nazivom strijela.[1]
- Grupa za sukcesiju država bivše Jugoslavije započela radom u Ženevi.[1]
- Nesvrstani na summitu u Džakarti osudili srpsku politiku.[1]
- Zaprepašteni smo držanjem UNPROFOR-a, stoji u pismu zadarskih nadbiskupa Marijana Oblaka i Ivana Prenđe vrhovnom zapovjedniku UNPROFOR-a Satishu Nambiaru, u povodu najnovijeg rušenja katoličkih crkava.[1]

### 7. rujna
- Konstituiran novi Sabor Republike Hrvatske, Stjepan Mesić predsjednik Sabora.[1]
- Muslimani ne mogu očekivati da će 17 posto Hrvata biti ti koji će osloboditi cijelu Bosnu i Hercegovinu, a onda im predati političku vlast, rekao za Večernji list predsjednik HVO srednje Bosne Dario Kordić.[1]
- Muslimanske postrojbe osvojile sarajevsko naselje Stup, naseljeno uglavnom Hrvatima, koje je dosad bilo sarajevska oaza mira.[1]
- Mock opominje zapadne zemlje da je isteklo vrijeme za oklijevanje u BiH, jer će, u protivnom, radikalne islamske države vjerojatno same vojno intervenirati.[1]

### 8. rujna
- Sabor Republike Hrvatske izglasao povjerenje novoj Vladi na čelu s Hrvojem Šarinićem.[1]
- Srbi u Hrvatskoj - kao građani Hrvatske srpske nacionalnosti, hrvatski državljani - moraju shvatiti da je u njihovu interesu, da sami, što prije i što više, pridonesu normalizaciji odnosa u čitavoj Hrvatskoj, stoji u poslanici predsjednika Republike Hrvatske dr. Franje Tuđmana.[1]
- Hrvatska za zbrinjavanje oko 700.000 prognanika i izbjeglica troši oko 20 posto svoga proračuna, rekao u Saboru predsjednik hrvatske Vlade Hrvoje Šarinić.[1]
- Slavonski Brod srpski agresor iz Bosne razara i najubojitijim oružjem koje ima - raketama zemlja-zemlja, tzv. lunama.[1]
- Glavni tajnik UN Boutros Ghali dao u Parizu načelnu suglasnost prijedlogu zračne zaštite letova za dopremu humanitarne pomoći Sarajevu, uz uvjet da operacija teče pod nadzorom UN.[1]
- Vođa bosanskih Srba Radovan Karadžić, u razgovoru s novinarom Reutera, obećao da će i prije postavljenog roka od strane Vancea i Owena staviti pod međunarodni nadzor sve teško oružje.[1]

### 9. rujna
- U Zagrebu hrvatski predsjednik Tuđman razgovarao sa supredsjedateljima Ženevske konferencije Vanceom i Owenom. Zaključeno da UNPROFOR mora poduzeti odlučnije korake u otvaranju prometnica i povratku prognanika, te razoružanju srpske paravojne milicije.[1]
- Predstavnici SDA i HDZ dogovorili u Međugorju regionalnu podjelu BiH na četiri konstitutivne jedinice, u kojoj ne dominira isključivo etnički kriterij.[1]
- Francuska zatražila hitnu sjednicu Vijeća sigurnosti nakon ubojstva dvojice francuskih vojnika blizu Sarajeva.[1]
- Zabrinut sam za sudbinu zarobljenih Muslimana, jer je predstavnik Međunarodnog Crvenog križa protjeran iz srpskog logora Trnopolje pod prijetnjom oružja, izjavio u Londonu sir John Thompson, vođa međunarodne istražne komisije o zarobljeničkim logorima u BiH.[1]

### 10. rujna
- U novom izvještaju glavnog tajnika UN Boutros Ghalija o BiH predviđeni humanitarni koridori za 11 gradova,[kojih?] a snage UN imat će pravo na samoobranu.[1]
- U konclogorima diljem okupiranje BiH, prema podacima Vlade BiH, Srbi drže 30-35 tisuća žena i djevojčica, nad kojima se seksualno iživljavaju.[1]
- U Zagrebu proslavljena pedeseta godišnjica osnivanja domobranske časničke škole.[1]
- Hrvatske prognanici dali Vladi i UNPROFOR-u ultimatum, sa zadanim konkretnim i preciznim datumima povratka, te točno određeni mjestima povratka.[1]
- Obični ljudi u tzv. Jugoslaviji potpuno dezinformirani istinama što im ih serviraju režimski mediji.[1]

### 11. rujna
- U Deklaraciji Ministarskog komiteta Europskog savjeta sa zasjedanja u Istanbulu srpske i crnogorske snage proglašene glavnim agresorom na suverenu državu BiH, te najoštrije osuđeno etničko čišćenje.[2]
- Srpski zrakoplovi iskorištavaju letove humanitarne pomoći kao zaklon, piše New York Time, citirajući vladine izvore.[2]
- Embargo protiv Srbije osuđen na propast, tvrdi njemački TV-novinar i otkriva kako svijet, zajedno sa Srbijom, izigrava ekonomske sankcije protiv tzv. Jugoslavije.[2]

### 14. rujna
- Na udaru srpskog topništva i zrakoplovstva i dalje Bosanska Posavina, Sarajevo, Mostar, Goražde, Bihać...[2]
- Ne prestaje granatiranje Slavonske Posavine iz Bosne, Slavonski Brod pretrpio nova razaranja i žrtve.[2]
- Hrvatskoj napokon odobren od Visokog komesarijata UN za izbjeglice prvi milijun dolara pomoći za zbrinjavanje prognanika i izbjeglica.[2]
- U priopćenju Zajednice srpskog naroda u Republici Hrvatskoj istaknuto da je osnivanju Zajednice pružen otpor iz redova onih snaga koje u tome činu 'prepoznaju' akt priznanja hrvatske države.[2]
- Pobunjeni hrvatski Srbi minirali zadarski aerodrom, usprkos tvrdnjama UNPROFOR-a da piste na aerodromu nisu minirane, rečeno na konferenciji za novinare u Zadru.[2]
- Cyrus Vance rekao novinarima u Beogradu, u prisutnosti Ćosića i Panića, kratko i jasno: Prevlaka pripada Hrvatskoj.[2]

### 15. rujna
- Vijeće sigurnosti UN prihvatilo rezoluciju kojom odobrava upućivanje novih 6.000 pripadnika Mirovnih snaga u BiH sa zadaćom zaštite humanitarnih konvoja.[2]
- Veleposlanik Republike Hrvatske u Ujedinjenih narodima dr. Mario Nobilo predao vjerodajnice glavnom tajniku UN Boutros Ghaliju.[2]
- Ustavni sud BiH donio odluku o neustavnosti Hrvatske zajednice Herceg-Bosne.[2]
- Srbi prave budalama vas i nas, odgovor je predsjednika Predsjedništva BiH Alije Izetbegovića supredsjedateljima Mirovne konferencije Vanceu i Owenu.[2]
- Embargo na uvoz oružja pogodio je sve republike osim Srbije. Ta činjenica, uz jamstva da neće biti vojne intervencije protiv agresora, dala je Srbiji zeleno svjetlo za početak napada - rekao za Večernji list u Washingtonu bivši načelnik yugo-deska u State Departmentu George Kenney.[2]
- Britanska vlada zatražila od Odbora UN za sankcije istragu o srpskim trgovačkim aktivnostima na Cipru.[2]
- Vance i Owen osudili, u kontaktu s Radovanom Karadžićem, bombardiranje četiriju gradova u BiH.[2]

### 16. rujna
- Američki, hrvatski i bosanskohercegovački veleposlanici u UN odlučno traže isključenje Jugoslavije iz svjetske organizacije, te istaknuli da Srbija i Crna Gora nemaju pravo isključivog nasljeđivanja bivše države.[2]
- Specijalci iz Srbije trebali su likvidirati, uoči londonske konferencije, dvadesetak uglednih Srba Gorskog kotara, ali su zapeli u minskim poljima.[2]
- HDZ BIH, unatoč teškoćama u ratu, glavna je politička snaga hrvatskog naroda u BiH, izjavili u Ljubuškom predstavnici Crkve u Hrvata u BiH.[2]

### 17. rujna
- Minobacači, mine i granate, umjesto u Angolu, neidentificiranim brodom dopremljeni u jednu crnogorsku luku.[2]
- Pobunjeni hrvatski Srbi uvjetuju otvaranje dionice auto-ceste od Nove Gradiške do Novske otvaranjem cijele auto-ceste od Zagreba do Beograda.[2]
- U Split iz Sarajeva stigla tri autobusa sa 160 izbjeglica, u organizaciji Židovske općine Sarajevo.[2]
- Premijer tzv. SR Jugoslavije Milan Panić, po povratku iz Moskve, izjavio Crnogorskom radiju da poluotok Prevlaka pripada Hrvatskoj.[2]

### 18. rujna
- Za rata nametnuta Hrvatskoj oko 3.600 djece ostalo bez jednog ili oba roditelja, izjavio u susretu s delegacijom UNICEF-a u Zagrebu hrvatski predsjednik dr. Franjo Tuđman.[2]
- Poslije gotovo pet mjeseci borbe oslobođen je sav teritorij općine Goražde, izjavio predsjednik ratnog predsjedništva te općine Hadžo Efendić.[2]

### 19. rujna
- Novi zločin srpskog zrakoplovstva u BiH: u bombardiranju Brčkog poginule 42 osobe, a 86 ih je ranjeno.[2]
- Vijeće sigurnosti UN izglasovalo Rezoluciju 777., kojom isključuje tzv. Jugoslaviju iz rada Generalne skupštine i odriče pravo SRJ da je automatski naslijedi.[2]

### 20. rujna
- Odlazim na zasjedanje Generalne skupštine UN kako bih iznio hrvatska gledišta glede okončanja ratne krize na području bivše Jugoslavije - kazao predsjednik Tuđman u Zagrebu pred put u New York.[2]
- Srpski zrakoplovi dvaput bombardirali Novi Travnik, javlja Press-centar Oružanih snaga BiH.[2]
- Glavni tajnik UN Boutros Ghali u intervjuu Reuteru izrazio bojazan da bi raspad bivše Jugoslavije mogao postati zastrašujućim uzorom za 21. stoljeće.[2]
- Beograd će, ako zatraži primanje u UN, morati poštovati ne samo ljudska prava i prava nacionalnih manjina, nego i međunarodno pravo, a posebno načelo nemijenjanja međunarodnih granica silom, rekao u Beču šef austrijske diplomacije Alois Mock.[2]
- Amnesty International upozorava na srpske logore u BiH i poručuje vladama i svjetskoj javnosti: Nemojte reći da nismo znali![2]
- Srbiji valja dati ultimatum da zaustavi ratovanje, rekla u Londonu za CNN bivša britanska premijerka Margaret Thatcher.[2]

### 21. rujna
- Dvadesetičetiri odbornika Skupštine općine Subotica traži trojezične natpise ulica u ovom gradu s mađarskom i hrvatskom većinom.[3]
- Od 2.089 brodova koji su kontrolirani u Jadranskom moru, 29 je pod sumnjom da krše embargo protiv Srbije i Crne Gore, priopćilo belgijsko Ministarstvo obrane.[3]

### 22. rujna
- Hrvatska daje odlučnu potporu naporima glavnog tajnika UN za ostvarenje mira i za osnivanje stalnih vojnih snaga UN, iznio dr. Franjo Tuđman u govoru na Generalnoj skupštini UN u New Vorku.[3]
- Očekujemo da ćemo se sastati s reis-ul-ulemom Jakubom Selimoskim i gospodinom srpskim patrijarhom Pavlom, izjavio nadbiskup zagrebački kardinal dr. Franjo Kuharić odlazeći na Svjetski ekumenski kongres crkava u Ženevu.[3]
- Zbog nemogućnosti smještaja izbjeglica, Hrvatska će, uvažavajući međunarodno humanitarno pravo, strogo kontrolirati granicu prema BiH, odlučila hrvatska Vlada.[3]

### 23. rujna
- Generalna skupština UN prihvatila Rezoluciju kojom utvrđuje da SRJ ne može automatski nastaviti članstvo bivše, sada nepostojeće, Jugoslavije u UN, te da Beograd mora ponovno zatražiti prijam u članstvo Svjetske organizacije.[3]
- Hrvatski predsjednik dr. Franjo Tuđman, u povodu odluke o uklanjanju SFRJ iz članstva UN, izjavio za HTV da je time definitivno završeno jedno povijesno razdoblje na tlu južnoslavenskih naroda.[3]
- Da dr. Franjo Tuđman nije pobijedio na izborima u Hrvatskoj 2. kolovoza, Hercegovine bi nestalo za 24 sata, izjavio predsjednik Hrvatske zajednice Herceg-Bosne Mate Boban u intervjuu Večernjem listu.[3]
- Srpski zrakoplovi u pet navrata, u grupama po šest, izveli snažan napad na središte Jajca kasetnim i napalm-bombama, od kojih je najviše palo na gradsku bolnicu, vatrogasni dom, novu školu i dječji vrtić.[3]
- U New Yorku, sporazum između Hrvatske i BiH o zajedništvu u obrani potpisali predsjednici dr. Franjo Tuđman i Alija Izetbegović.[3]

### 25. rujna
- Suglasili smo se da se u neka mjesta prognanici mogu vratiti, izjavio dr. Franjo Tuđman nakon razgovora u Zagrebu s Vanceom i Owenom.[3]
- Hrvatski Sabor prihvatio Zakon o aboliciji, kojim se uređuju obustave i nepokretanja krivičnog progona i postupka protiv počinitelja krivičnih djela u ratu protiv Hrvatske, počev od 17. kolovoza 1990. do danas, uz izuzeće počinitelja za čiji je progon Hrvatska obvezna međunarodnim pravom.[3]
- Vlasti pobunjenih hrvatskih Srba u Belom Manastiru protjerali su iz Brajina Vrha 100 mještana, uglavnom Hrvata, koji su stigli u mađarski pogranični grad Pečuh.[3]
- Prezidij Vrhovnog sovjeta Republike Bjelorusije priznao Republiku Hrvatsku.[3]
- SAD podnijele Boutrosu Ghaliju popis ratnih zločina koje su učinile srpske snage na području bivše Jugoslavije.[3]
- Skupština Međunarodne organizacije civilnog zrakoplovstva (ICAO) isključila tzv. SRJ iz članstva.[3]
- Europski savez novinskih agencija primio u svoje članstvo Hrvatsku izvještajnu agenciju (HINA).[3]

### 26. rujna
- Više od tisuću ljudi poubijali su Srbi u ovom kraju, stoji u pismu koje su iz opkoljenog Kotor Varošauputili fra Stipo Marčinković, Neven Marković i Ivica Puškarić hrvatskoj Vladi, Biskupskoj konferenciji u Zagrebu, UNPROFOR-u i Promatračkoj misiji UN, s molbom za najhitniju humanitarnu pomoć uz pratnju plavih kaciga.[3]
- Ubio sam 9 ljudi, rekao poljski plaćenik u srpskoj vojsci u BiH, opisujući srpske zločine nad civilima i zarobljenicima u intervjuu bonskom Generalanzeigeru.[3]

### 27. rujna
- Zapovjednik Istočnog sektora UNPROFOR-a Aleksandar Hromčenkov dao tri različite izjave o povratku prognanika: najprije da će ga spriječiti, zatim, da će ga maksimalno zaštititi, pa opet da nema povratka, konstatiraju prognanici u Osijeku i iznose niz negativnih primjera o ponašanju ruskih časnika i vojnika u istočnoj Slavoniji.[3]

### 28. rujna
- Mitropolit bosanski Nikolaj iznio podatke o zločinima u BiH po kojima je vidljivo da su Srbi pogubili 120.000 Muslimana.[3]
- Washington objavio svjedočanstva o srpskim pokoljima u BiH.[3]
- Hrvatska i BiH zatražile skidanje zastave i pločice s imenom bivše Jugoslavije iz UN.[3]
- Ministarstvo obrane Republike Hrvatske opovrglo mogućnost o navodnoj prisutnosti Hrvatske vojske u BiH.[3]
- Srpski zrakoplovi razornim krmačama sravnili sa zemljom čitava slavonskobrodska naselja.[3]

### 29. rujna
- U Zagrebu održani razgovori predsjednika Tuđmana i Izetbegovića o pripremi zajedničkog prijedloga o uređenju BiH političko-administrativnom i teritorijalnom smislu.[3]
- Prema riječima direktora za civilna pitanja UNPROFOR-a Cedrica Thornberrya, UNPROFOR je protiv preuranjenog povratka prognanika, jer, kako je naglasio, to bi bilo i protivno Vanceovu planu.[3]
- Šef francuske diplomacije Ronald Dumas upozorava da zločini srpske stane u BiH podsjećaju na tragediju čovječanstva prije 50 godina.[3]
- Predsjednik Predsjedništva BiH Alija Izetbegović spreman pobunjenim Srbima ponuditi prekid vatre tijekom zime, ako Srbi prekinu opsadu gradova.[3]
- Sve jača medijska kampanja Sarajeva protiv HVO-a, a sukobe između Muslimana i Hrvata potiče sam vrh Oružanih snaga BiH, ustvrdio Božo Rajić, dopredsjednik HZ Herceg-Bosne.[3]

### 30. rujna
- U Ženevi predsjednik Republike Hrvatske dr. Franjo Tuđman i predsjednik SR Jugoslavije Dobrica Ćosić potpisali sporazum prema kojem će Jugoslavenska armija napustiti Prevlaku do 20. listopada, u skladu s Vanceovim planom.[3]
- U prometnoj nesreći pokraj Severina na Kupi poginuo predsjednik Vrhovnog suda Republike Hrvatske Zlatko Crnić.[3]
- U Varaždinu završeno suđenje časnicima bivše JNA optuženima za rušenje helikoptera EZ: potpukovniku Dobrivoju Opačiću i poručniku Emiru Šišću po 20 godina zatvora.[3]
- Odgođen najavljeni povratak prognanika na okupirana područja Hrvatske, jer, kako upozorava UNPROFOR, Srbi su spremni ubijati.[3]
- Francuski general Philippe Morillon postavljen za zapovjednika UNPROFOR-a za BiH.[3]
- U etničkom čišćenju BiH, prema svjedočenju prognanika, sudjeluje i Crveni križ samozvane srpske države.[3]
- Parlamentarna skupština Europskog savjeta po hitnom postupku raspravlja o stanju u bivšoj Jugoslaviji.[3]
- Srpske paravojne formacije sprečavaju plan UN i unatoč UNPROFOR-u nastavljaju etničko čišćenje, stoji u najnovijem Ghalijevom izvješću o mirovnoj operaciji u Hrvatskoj.[3]
- U Neumu obilježena godišnjica napada jugovojske i četnika na Ravno, što je bio i početak agresije na BiH.[3]